# Aulia grisâtre
Rhytipterna simplex
Espèce
Statut de conservation UICN

 LC  : Préoccupation mineure
L'Aulia grisâtre (Rhytipterna simplex), aussi appelé Tyran grisâtre, est une espèce de passereaux de la famille des Tyrannidae,.

## Systématique et distribution
Cet oiseau est représenté par deux sous-espèces selon la classification de référence du Congrès ornithologique international (version 9.1, 2019) :
- Rhytipterna simplex frederici (Bangs & Penard, TE, 1918) : de la Colombie (à l'est des Andes) aux Guyanes, au nord de la Bolivie et à l'Amazonie brésilienne ;
- Rhytipterna simplex simplex (Lichtenstein, MHK, 1823) : sud-est du Brésil (de l'Alagoas aux États de São Paulo et de Rio de Janeiro)[1],[2],[4].